# Анийский район
Анийский район — административно-территориальная единица в составе Армянской ССР и Армении, существовавшая в 1937—1995 годах. Центр — Маралик.

## История
Район был образован в 1937 году под названием Агинский район. 
В 1953 году район был упразднён, но во второй половине 1950-х восстановлен. В 1962 году переименован в Анийский район. 
Упразднён в 1995 году при переходе Армении на новое административно-территориальное деление, став частью Ширакской области.

## География
На 1 января 1948 года территория района составляла 405 км².

## Административное деление
По состоянию на 1948 год район включал 1 посёлок городского типа (Анипемза) и 17 сельсоветов: Агинский, Баграванский, Барцрашенский, Верин Джарпинский, Гусанагюхский, Дзоракапский, Дзорашенский, Исаакянский, Карабердский, Кошаванкский, Ланджикский, Лусахпюрский, Мараликский, Саракапский, Сарнахбюрский, Тавшанкишлагский, Харковский.